# Pfiff (Sendung)
Pfiff war eine Sportsendung für Kinder im ZDF, die von 1977 bis 1994 ausgestrahlt wurde. Der Untertitel lautete ZDF Sportstudio für junge Zuschauer.

## Inhalt und Geschichte
Die Premierensendung wurde am 4. März 1977 ausgestrahlt. Pfiff wurde meist von jüngeren erwachsenen Moderatoren im Studio vor kleinen Publikum moderiert, das aus Kindern im Alter von ca. acht bis fünfzehn Jahren bestand. Es gab allerdings auch Folgen, die von außerhalb des Studios ausgestrahlt wurden. Die Sendung lief im Nachmittagsprogramm meist ab 16:55 Uhr und dauerte 30 Minuten. Gezeigt wurden Berichte sowohl über prominente Sportler als auch über Nachwuchstalente und außerdem wurden zahlreiche weniger bekannte Randsportarten vor.
Die Moderation selbst wechselte zwischen vielen Personen, so führten unter anderem  Harry Valérien, Sabine Noethen, Rudi Cerne, Norbert König und Wolfram Esser durch die Sendung. Am Ende jeder Folge wurden drei Sportarten zur Auswahl gestellt, von denen eine in der nächsten Sendung vorgestellt wurde. Die Entscheidung darüber konnte mithilfe der Einsendung einer Postkarte an die Redaktion mitbestimmt werden.